# Jaroslav Navrátil (strzelec)
Jaroslav Navrátil (ur. 1 lipca 1943 w Przerowie) – czechosłowacki strzelec, olimpijczyk, medalista mistrzostw Europy.

## Kariera
Uczestnik Letnich Igrzysk Olimpijskich 1968 w Meksyku, na których wystartował wyłącznie w karabinie małokalibrowym w trzech postawach z 50 m. Zajął w tej konkurencji 39. miejsce wśród 62 zawodników. Uczestniczył również w mistrzostwach świata, na których również nie stanął na podium. Najlepsze wyniki indywidualne osiągnął na mistrzostwach świata w 1966 roku w Wiesbaden, gdzie zajął 5. miejsce w karabinie pneumatycznym z 10 m i 6. pozycję w karabinie standardowym w trzech postawach z 50 m. 
Wraz z drużyną wywalczył dwukrotnie brązowy medal mistrzostw Europy w 1969 roku. Dokonał tego w karabinie małokalibrowym w trzech postawach z 50 m (skład reprezentacji: Petr Kovářík, Jan Kůrka, Jaroslav Navrátil i Rudolf Pojer) oraz w karabinie dowolnym w trzech postawach z 300 m (zamiast Rudolfa Pojera drużynę reprezentował Ondrej Šima).

## Wyniki

### Igrzyska olimpijskie
| Igrzyska    | Konkurencja                               | Wynik                   | Miejsce | Źródło |
| ----------- | ----------------------------------------- | ----------------------- | ------- | ------ |
| Meksyk 1968 | Karabin małokalibrowy, trzy postawy, 50 m | 1127 pkt. (393–381–353) | 39      | [ 2 ]  |

### Medale mistrzostw Europy
Opracowano na podstawie materiałów źródłowych:
| Mistrzostwa | Konkurencja                                          | Wynik | Miejsce |
| ----------- | ---------------------------------------------------- | ----- | ------- |
| Pilzno 1969 | Karabin małokalibrowy, trzy postawy, 50 m, drużynowo | ?     |         |
| Pilzno 1969 | Karabin dowolny, trzy postawy, 300 m, drużynowo      | ?     |         |